# Гламоч
Гла́моч (босн. і хорв. Glamoč, серб. Гламоч) — місто у південно-західній частині Боснії і Герцеговини у складі кантону 10 Федерації Боснії і Герцеговини (за адміністративно-територіальним поділом, прийнятим у хорватській частині Федерації — Герцег-Боснійської жупанії), адміністративний центр однойменного муніципалітетів, одного з найвідсталіших у кантоні.

## Географія

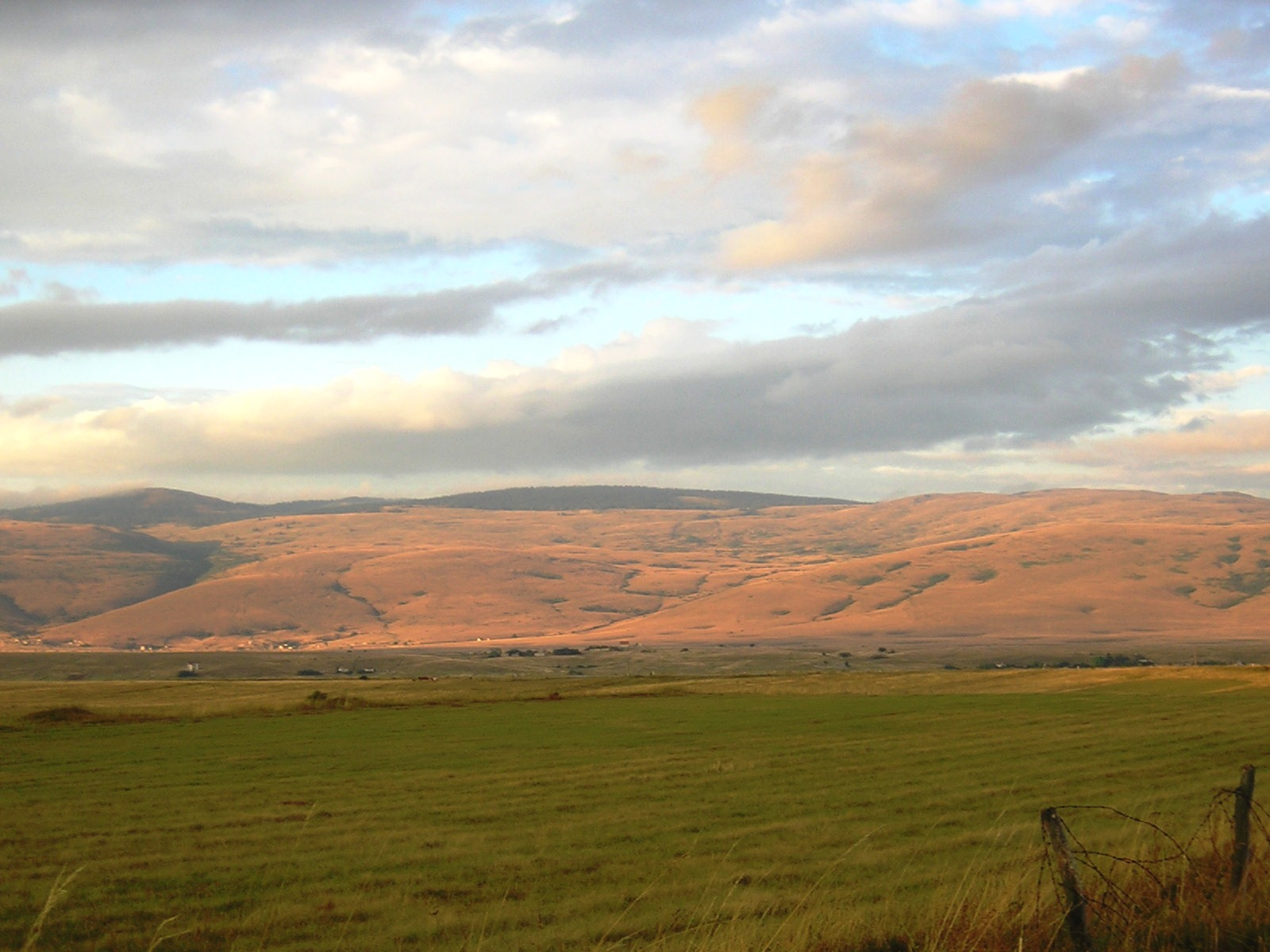
Гламоцьке поле

Місто лежить в оточенні гір на висоті 930 м над рівнем моря, приблизно за 100 км на південний захід від Баня-Луки і за 40 км на північний захід від столиці кантону Ливно.
За Дейтонською угодою, якою місто і муніципалітет загалом було передано Федерації Боснії і Герцеговини, частину муніципалітету було включено до складу Республіки Сербської, що скоротило його площу з 1096 км² до 867км².

## Економіка і транспорт
Основна сільськогосподарська продукція в цьому районі — картопля.
Район має погане транспортне сполучення, внаслідок зруйнування великої частини інфраструктури під час війни в Боснії.

## Історія
Ґламоч в історичних пам'ятках вперше згадується в 1078 році як прикордонна парафія Сплітської архієпархії. Перед цим, у восьмому і дев'ятому століттях, поселення звалося Дламоч. Остання назва походить від іллірійського слова «делма» (delma), що означає «вівця», адже в стародавні часи на цьому просторі жило іллірійське плем'я далматів, про що свідчить тридцять іллірійських городищ розкиданих по узвишшях уздовж краю Ґламоцького поля. Розстановка цих укріплень така, що з кожного з них завжди видно принаймні два інші, що дозволяє практично миттєве сповіщення всіх цих укріплень (водночас і сторожових веж) про рух противника. Місцеві жителі, які займалися головним чином скотарством, про що говорить і їхня назва (далмати, делмати — вівчарі), у небезпечні моменти переховувалися в цих укріплених спорудах від нашесть різноманітних ворогів. Через таку добре організовану оборону далматів римляни потребували майже 200 років, щоб завоювати цю відносно невелику місцевість.
У сьомому столітті цей простір заселили хорвати.
До XIV століття Гламоч належить спершу до Хорватського, а потім до Хорватсько-угорського королівства. У Статуті короля Остої 1404 р. чітко значиться, що Гламоч це щось відмінне від Боснії.
З завоюванням Боснії турками 1463 року почалися чотири століття османського панування над містом Гламоч, що фактично зробили його органічною частиною Боснії. Більшість хорватів-християн рятувалися від турків втечею на півдні і заході (більшість з них оселилася в Істрії), подібно до того, як християни втікали перед аварами дев'ятьма століттями раніше.
З приходом турків, Гламоч втрачає своє колишнє значення християнського і хорватського осередку та стає просто невеликим містом на краю Турецької імперії. Турецький мандрівник Евлія Челебі відзначає Гламоч як «місце в кутку, нікому не на шляху». Не відома кількість хорватів під час османського владарювання, але їх, точно, було дуже мало.
З приходом австро-угорської влади становище суттєво змінюється, тут оселяється чимало хорватів, здебільшого з Далмації. 1938 року тут проживає 1395 хорватів, у яких того року народилися 73 дитини. За розповідями старших, то були щасливі часи, коли навіть не уявлялася трагедія, яка розіграється тут через кілька років.
Під час Другої світової війни, до 1942 року всі хорвати покинули Гламоч, та після війни деяка частина повертається. Багато хто з цих репатріантів пізніше в умовах економічної скрути виїхав, так що до Боснійської війни в 1992 р. тут мешкало 150 хорватів. Третій відтік хорватів з Гламоча стався у цій війні, але по її закінченні вони вже втретє повертаються, хоча кількість хорватських поверненців насправді незначна. Нинішніх жителів-хорватів у цей край населила остання війна.

## Культура
У всій колишній Югославії був відомий танок «Гламоцьке коло» або «Глухе гламоцьке коло» (босн. і хорв. Gluho Glamočko kolo), який традиційно виконується без інструментального супроводу, а ритм лише «вистукується» (дерев'яними) черевиками, Цей весільний танець нібито являв собою ритуал посвяти, яким до певної міри принагідно перевірялася фізична витривалість та міцність потенційного чоловіка.

## Демографія
До початку війни в Боснії в 1992 році населення було етнічно мішаним з чисельною перевагою боснійських сербів (80 %). У зв'язку з бойовими діями, внаслідок втеч і вигнання населення скоротилося з 12000 до близько 4000 осіб у 1999 році, переважна більшість з яких проживала в самому місті Гламоч.

### 1971
Усього 16 979 осіб:
- серби — 13 870 (81,68 %)
- мусульмани — 2621 (15,43 %)
- хорвати — 378 (2,22 %)
- югослави — 31 (0,18 %)
- інші — 79 (0,49 %)

### 1991
У 1991 році населення муніципалітету становило 12421 особу. Етнічний склад був таким:
- серби — 79,29 %
- боснійці — 18,06 %
- хорвати — 1,48 %
- югослави — 0,88 %
- інші — 0,29 %

Саме місто мало населення 8635 осіб, з яких:
- сербів 76 %
- боснійців 21 %
- хорватів 2 %
- югославів 1 %

### 2003
Після війни перепису населення не було. Однак, відомо, що боснійські серби утворюють більшість у місті.
У 2003 році, після війни, населення, за оцінками, було менш ніж 5000 жителів. Джерела НАТО зазначають, що до 2003 року повернулися 3500 сербів і близько 700 боснійських мусульман та повідомляють про 700 боснійських хорватів.
2008 (Оцінка):
Всього: 4 981 людина
- 3 387 боснійських хорватів (68 %)
- 802 боснійських мусульман (16,1 %)
- 792 боснійських сербів (15,9 %)

Джерело даних для 2003 р.

## Уродженці
- Вуле Тривунович (* 1983) — боснійський футболіст та тренер.